# 윈터 (드라마)
《윈터》(영어: Winter)는 2015년 2월 4일부터 현재까지 세븐 네트워크에서 방영중인 시트콤이다.